# 1909-es magyar úszóbajnokság
Az 1909-es magyar úszóbajnokság a 14. magyar bajnokság volt.

## Eredmények

### Férfiak
| Versenyszám                                    | Arany                             | Arany   | Ezüst                         | Ezüst   | Bronz                         | Bronz  |
| ---------------------------------------------- | --------------------------------- | ------- | ----------------------------- | ------- | ----------------------------- | ------ |
| 100 yard gyorsúszás augusztus 1., Millenáris   | Onódy József MUE                  | 59,2    | Otto Scheff Wiener AC         | 1:02,4  | Munk József MTK               | 1:02,8 |
| 220 yard gyorsúszás augusztus 15., Császár     | Las Torres Béla BEAC              | 2:31,4  | Munk József MTK               |         |                               |        |
| 440 yard gyorsúszás augusztus 29., Császár     | Las Torres Béla MAC               | 5:36,6  | Nagy Géza MAC                 |         |                               |        |
| 880 yard gyorsúszás szeptember 19., Millenáris | Las Torres Béla MAC               | 11:57   |                               |         |                               |        |
| 1 mérföld gyorsúszás július 25., Császár       | Hajós Henrik MTK                  | 24:48,6 | Roller Sándor Ferencvárosi TC |         |                               |        |
| 200 yard mellúszás augusztus 22., Császár      | Toldi Ödön MTK                    | 2:43,6  | Elek Imre MTK                 |         | Demján Oszkár BTC             |        |
| 150 yard hátúszás szeptember 12., Millenáris   | Arno Bieberstein Hellas Magdeburg | 2:01,4  | Hendl Soma MTK                |         | Wendelin István BAK           |        |
| folyamuszás augusztus 18.                      | Las Torres Béla MAC               | 1:02:06 | Hajós Henrik MTK              | 1:02:16 | Roller Sándor Ferencvárosi TC | 1:04   |